# Man on the Moon (singolo R.E.M.)
Man on the Moon è un singolo del gruppo musicale statunitense R.E.M., pubblicato il 21 novembre 1992 come secondo estratto dall'ottavo album in studio Automatic for the People.

## Descrizione
La canzone conta numerosi riferimenti al cantante, comico e attore Andy Kaufman.
La canzone ha dato il proprio nome all'omonimo film del 1999, incentrato sulla vita di Kaufman (interpretato da Jim Carrey), ed è stata utilizzata nella sua colonna sonora.

## Video musicale
Il videoclip, diretto da Peter Care, è stato girato nel deserto californiano. Rolling Stone lo cita fra i 100 migliori video musicali della storia.

## Tracce
US 7", Cassette and CD Single
1. Man on the Moon – 5:12
2. New Orleans Instrumental #2 – 3:48

UK "Collector's Edition" CD Single
1. Man on the Moon – 5:12
2. Fruity Organ – 3:26
3. New Orleans Instrumental #2 – 3:48
4. Arms of Love (Robyn Hitchcock) – 3:35

DE 12" and CD Maxi-Single
1. Man on the Moon (edit) – 4:39
2. Turn You Inside-Out – 4:15
3. Arms of Love (Hitchcock) – 3:35

UK and DE 7" and Cassette Single
1. Man on the Moon (edit) – 4:39
2. Turn You Inside-Out – 4:15

## Classifiche
| Classifica (1992/93)             | Posizione massima |
| -------------------------------- | ----------------- |
| Australia                        | 39                |
| Austria                          | 24                |
| Belgio (Fiandre)                 | 20                |
| Canada                           | 3                 |
| Germania                         | 34                |
| Irlanda                          | 17                |
| Italia                           | 26                |
| Nuova Zelanda                    | 8                 |
| Paesi Bassi                      | 54                |
| Regno Unito                      | 18                |
| Stati Uniti                      | 30                |
| Stati Uniti (adult contemporary) | 46                |
| Stati Uniti (alternative)        | 2                 |
| Stati Uniti (mainstream rock)    | 4                 |
| Stati Uniti (pop)                | 9                 |